# 2009 w filmie
Ten artykuł należy dopracować:

przedstawiono sytuację tylko z polskiej perspektywy – artykuł powinien być przekrojowy.
Pomóż go poprawić. Na stronie dyskusji mogą znajdywać się pomocne komentarze.
Wydarzenia filmowe w 2009 roku.

2009 w filmie to 121. rok w historii kinematografii światowej. W roku 2009 swoje premiery miały kontynuacje znanych filmów, takich jak: Harry Potter i Książę Półkrwi, Anioły i demony, Saga „Zmierzch”: Księżyc w nowiu, X-Men Geneza: Wolverine, Underworld: Bunt lykanów, Star Trek, Szybko i wściekle, Terminator: Ocalenie, Transformers: Zemsta upadłych, Noc w muzeum 2, Adrenalina 2. Pod napięciem, Epoka lodowcowa 3: Era dinozaurów, Alvin i wiewiórki 2, Piła VI, Piątek, trzynastego i wielu innych.

## Box office
Ranking wykazuje dziesięć filmów, które zarobiły najwięcej pieniędzy podczas wyświetlania w kinach w roku 2009. Lista zawiera zsumowaną światową sumę, oraz kwoty zarobione w poszczególnych państwach, jak Wielka Brytania, Australia, Kanada czy Stany Zjednoczone.
| Miejsce | Tytuł                             | Studio                        | Świat (brutto)  | USA i Kanada  | Wielka Brytania | Australia    |
| ------- | --------------------------------- | ----------------------------- | --------------- | ------------- | --------------- | ------------ |
| 1       | Avatar                            | 20th Century Fox              | 2 080 042 268 $ | 606 493 323 $ | 105 706 880 $   | 84 162 197 $ |
| 2       | Harry Potter i Książę Półkrwi     | Warner Bros.                  | 933 959 197 $   | 301 959 197 $ | 84 089 250 $    | 34 999 141 $ |
| 3       | Epoka lodowcowa 3: Era dinozaurów | 20th Century Fox              | 884 490 567 $   | 196 573 705 $ | 56 859 040 $    | 24 725 499 $ |
| 4       | Transformers: Zemsta upadłych     | Paramount Pictures/DreamWorks | 835 274 255 $   | 402 111 870 $ | 44 383 558 $    | 33 554 033 $ |
| 5       | 2012                              | Columbia Pictures             | 767 581 643 $   | 165 216 143 $ | 29 351 196 $    | 18 178 702 $ |
| 6       | Odlot                             | Disney/Pixar                  | 723 005 700 $   | 293 004 164 $ | 56 248 166 $    | 13 396 267 $ |
| 7       | Saga „Zmierzch”: Księżyc w nowiu  | Summit Entertainment          | 703 666 287 $   | 293 326 128 $ | 38 743 432 $    | 34 318 721 $ |
| 8       | Anioły i demony                   | Columbia Pictures             | 485 930 816 $   | 133 375 846 $ | 30 726 140 $    | 14 065 391 $ |
| 9       | Kac Vegas                         | Warner Bros.                  | 467 322 503 $   | 277 322 503 $ | 36 033 624 $    | 17 934 378 $ |
| 10      | Noc w muzeum 2                    | 20th Century Fox              | 413 014 249 $   | 177 243 721 $ | 32 825 190 $    | 14 037 398 $ |

## Kalendarium
- styczeń
  - 11 stycznia – 65. ceremonia wręczenia Złotych Globów
  - 15–23 stycznia – 15. Festiwal Filmowy w Slamdance 2009
  - 15–25 stycznia – 25. Festiwal Filmowy w Sundance 2009
  - 21 stycznia–1 lutego – 38. Międzynarodowy Festiwal Filmowy w Rotterdamie
  - 25 stycznia – 15. ceremonia wręczenia nagród Gildii Aktorów Filmowych
  - 30 stycznia-7 lutego – Międzynarodowy Festiwal Krótkich Filmów Clermont-Ferrand
- luty
  - 1 lutego – 23. ceremonia wręczenia nagród Goya
  - 5–15 lutego – 59. Międzynarodowy Festiwal Filmowy w Berlinie
  - 8 lutego – 62. ceremonia wręczenia nagród BAFTA
  - 11–28 lutego – IV Festiwal Filmów o Miłości
  - 17–22 lutego – 12. Międzynarodowy Festiwal Filmowy „Zoom – Zbliżenia” w Jeleniej Górze
  - 21 lutego – 23. ceremonia wręczenia niezależnych nagród Independent Spirit Awards
  - 21 lutego – 29. przyznanie Złotych Malin
  - 22 lutego – 81. ceremonia wręczenia Oscarów
  - 25–28 lutego – XVI Ogólnopolski Festiwal Sztuki Filmowej „Prowincjonalia 2009” we Wrześni
  - 27 lutego – 34. ceremonia wręczenia Cezarów
  - 27 lutego-5 marca – IV Festiwal Sztuki Filmowej „Celuloid Człowiek Cyfra” w Katowicach
- marzec
  - 4 marca–21 kwietnia – Festiwal 360 Stopni. Człowiek na Krawędzi w Warszawie
  - 7–9 marca – 2. FEMINOstrada – Przegląd filmów o tematyce kobiecej w Katowicach
  - 9 marca – 11. ceremonia wręczenia polskich nagród filmowych – Orły
  - 19 marca-5 kwietnia – 9. Tydzień Kina Hiszpańskiego
  - 23–29 marca – 2. Bollywood Festiwal
  - 31 marca – Międzynarodowy Konkurs Scenariuszowy o Nagrodę Hartley-Merrill 2009
- kwiecień
  - 1 kwietnia–10 maja – Allegro Short Film Festival
  - 4 kwietnia – 29. ceremonia rozdania kanadyjskich nagród filmowych – Genie
  - 17–18 kwietnia – 3. Lubelska Gala Filmu Niezależnego
  - 17–26 kwietnia – 2. Międzynarodowy Festiwal Kina Niezależnego Off Camera
  - 20–23 kwietnia – 7. Festiwal Nowego Filmu Polskiego – Filmland Polen
  - 22–26 kwietnia – 10. Międzynarodowe Dni Filmu Dokumentalnego „Rozstaje Europy”
  - 22–26 kwietnia – OFFskary 2009
  - 22–26 kwietnia – VII Międzynarodowe Forum Niezależnych Filmów Fabularnych „Oskariada 2009” im. Jana Machulskiego
  - 24–26 kwietnia – VI Międzynarodowy Festiwal Animacji ReAnimacja
  - 25 kwietnia–2 maja – VII Festiwal Filmowy Opolskie Lamy 2009
  - 28 kwietnia–2 maja – 11. Przegląd Filmowy „Kino na Granicy”
  - 28 kwietnia–2 maja – 6. Międzynarodowy Festiwal Filmowy „Żydowskie Motywy”
- sierpień
  - 23 lipca–2 sierpnia – 9. Międzynarodowy Festiwal Filmowy Era Nowe Horyzonty
- wrzesień
  - 2–12 września – 66. Międzynarodowy Festiwal Filmowy w Wenecji
  - 4–13 września – 35. Festiwal Kina Amerykańskiego w Deauville
  - 10–19 września – 34. Międzynarodowy Festiwal Filmowy w Toronto
  - 14–19 września – 34. Festiwal Polskich Filmów Fabularnych w Gdyni
  - 18–26 września – 57. Międzynarodowy Festiwal Filmowy w San Sebastián
  - 25 września–11 października – 47. Festiwal Filmowy w Nowym Jorku
- październik
  - 9–18 października – 25. Warszawski Festiwal Filmowy
  - 14–29 października – 53. Londyński Festiwal Filmowy
  - 15–13 października – 4. Międzynarodowy Festiwal Filmowy w Rzymie
- listopad
  - 6–22 listopada – 21. Festiwal Filmu Polskiego w Ameryce
  - 6–26 listopada – III Festiwal Filmów Rosyjskich „Sputnik nad Polską”
  - 18–20 listopada – 13. Międzynarodowy Festiwal Filmowy „Off Cinema”
  - 28 listopada-5 grudnia – XVII Międzynarodowy Festiwal Sztuki Autorów Zdjęć Filmowych Plus Camerimage 2009
- grudzień
  - 4–8 grudnia – 2. Toruń Short Film Festival
  - 4–12 grudnia – 9. Międzynarodowy Festiwal Filmowy w Marrakeszu
  - 4–13 grudnia – 9. Międzynarodowy Festiwal Filmowy WATCH DOCS. Prawa Człowieka w Filmie
  - 6–13 grudnia – 27. Międzynarodowy Festiwal Filmów Młodego Widza Ale Kino!
  - 7 grudnia – wręczenia nagrody im. Zbyszka Cybulskiego
  - 12 grudnia – 22. ceremonia wręczenia Europejskich Nagród Filmowych
  - 20 grudnia – 14. ceremonia wręczenia nagród Satelitów

## Nagrody filmowe

### Złote Globy
66. ceremonia wręczenia Złotych Globów odbyła się 11 stycznia 2009 roku.
- Pełna lista nagrodzonych

| Najlepszy film dramatycznySlumdog. Milioner z ulicy Najlepszy reżyserDanny Boyle za film Slumdog. Milioner z ulicy | Najlepsza aktorka w filmie dramatycznymKate Winslet za rolę w filmie Droga do szczęścia Najlepszy aktor w filmie dramatycznymMickey Rourke za rolę w filmie Zapaśnik |

### Nagroda Gildii Aktorów Filmowych
15. ceremonia wręczenia nagród Gildii Aktorów Filmowych odbyła się 25 stycznia 2009 roku.
- Pełna lista nagrodzonych

| Najlepsza aktorkaMeryl Streep za rolę w filmie Wątpliwość Najlepszy aktorSean Penn za rolę w filmie Obywatel Milk | Najlepsza aktorka w serialu dramatycznymSally Field za rolę w serialu Bracia i siostry Najlepszy aktor w serialu dramatycznymHugh Laurie za rolę w serialu Dr House |

### Goya
23. ceremonia wręczenia Hiszpańskich Nagród Filmowych – Goya odbyła się 1 lutego 2009 roku.
- Pełna lista nagrodzonych

| Najlepszy filmCamino Najlepszy reżyserJavier Fesser za film Camino | Najlepsza aktorkaCarme Elías za rolę w filmie Camino Najlepszy aktorBenicio del Toro za role w filmach Che. Rewolucja i Che. Boliwia |

### BAFTA
62. ceremonia wręczenia nagród Brytyjskiej Akademii Sztuk Filmowych i Telewizyjnych odbyła się 8 lutego 2009 roku.
- Pełna lista nagrodzonych

| Najlepszy filmSlumdog. Milioner z ulicy Najlepszy reżyserDanny Boyle za film Slumdog. Milioner z ulicy | Najlepsza aktorkaKate Winslet za rolę w filmie Lektor Najlepszy aktorMickey Rourke za rolę w filmie Zapaśnik |

### Złoty Niedźwiedź
59. Międzynarodowy Festiwal Filmowy w Berlinie odbył się w dniach 5–15 lutego 2009 roku.
| Złoty NiedźwiedźClaudia Llosa za film Gorzkie mleko Najlepszy reżyserAsghar Farhadi za film Co wiesz o Elly? | Grand PrixMaren Ade za film Wszyscy inni Adrián Biniez za film Gigante Nagroda im. Alfreda BaueraAndrzej Wajda za film Tatarak Adrián Biniez za film Gigante |

### Independent Spirit Awards
23. ceremonia wręczenia nagród Independent Spirit Awards odbyła się 21 lutego 2009 roku.
- Pełna lista nagrodzonych

| Najlepszy film: Zapaśnik Najlepszy reżyser: Tom McCarthy za film Spotkanie | Najlepsza aktorka: Melissa Leo za rolę w filmie Rzeka ocalenia Najlepszy aktor: Mickey Rourke za rolę w filmie Zapaśnik |

### Złote Maliny
29. rozdanie Złotych Malin odbyło się 21 lutego 2009 roku.
- Pełna lista nagrodzonych

| Najgorszy filmGuru miłości Najgorszy reżyserUwe Boll za filmy Tunnel Rats, Dungeon Siege: W imię króla i Postal | Najgorsza aktorka: Paris Hilton za rolę filmie Muza i meduza Najgorszy aktor: Mike Myers za rolę filmie Guru miłości |

### Oscary
81. ceremonia wręczenia Oscarów odbyła się w 22 lutego 2009 roku.
- Pełna lista nagrodzonych

| Najlepszy filmSlumdog. Milioner z ulicy Najlepszy reżyserDanny Boyle za film Slumdog. Milioner z ulicy | Najlepsza aktorkaKate Winslet za rolę w filmie Lektor Najlepszy aktorSean Penn za rolę w filmie Obywatel Milk |

### Cezary
34. ceremonia wręczenia Francuskich Nagród Filmowych – Cezarów odbyła się 27 lutego 2009 roku.
- Pełna lista nagrodzonych

| Najlepszy filmSerafina Najlepszy reżyserJean-François Richet za film Wróg publiczny numer jeden, część I | Najlepsza aktorkaYolande Moreau za rolę w filmie Serafina Najlepszy aktorVincent Cassel za rolę w filmie Wróg publiczny numer jeden, część I |

### Orły
11. ceremonia wręczenia Polskich Nagród Filmowych – Orłów odbyła się 9 marca 2009 roku.
- Pełna lista nagrodzonych

| Najlepszy film33 sceny z życia Najlepszy reżyserJerzy Skolimowski za film Cztery noce z Anną | Najlepsza aktorkaJadwiga Jankowska-Cieślak za rolę w filmie Rysa Najlepszy aktorKrzysztof Stroiński za rolę w filmie Rysa |

### Genie
29. ceremonia rozdania Kanadyjskich Nagród Filmowych – Genie odbyła się 4 kwietnia 2009 roku.
- Pełna lista nagrodzonych

| Najlepszy filmPasschendaele: Trzecia bitwa Najlepszy reżyserBenoît Pilon za film To, czego potrzeba do życia | Najlepsza aktorkaEllen Burstyn za rolę w filmie Kamienny anioł Najlepszy aktorNatar Ungalaaq za rolę w filmie To, czego potrzeba do życia |

### Złota Palma
62. Festiwal Filmowy w Cannes odbył się w dniach 13–24 maja 2009 roku.
- Pełna lista nagrodzonych

| Najlepszy filmBiała wstążka Najlepszy reżyserBrillante Mendoza za film Kinatay | Najlepsza aktorkaCharlotte Gainsbourg za rolę w filmie Antychryst Najlepszy aktorChristoph Waltz za rolę w filmie Bękarty wojny |

### Złoty Lew
66. Festiwal Filmowy w Wenecji odbył się w dniach 2–12 września 2009 roku.
- Pełna lista nagrodzonych

| Najlepszy filmLiban Najlepszy reżyserShirin Neshat za film Kobiety bez mężczyzn | Najlepsza aktorkaKsienija Rappoport za rolę w filmie Podwójna godzina Najlepszy aktorColin Firth za rolę w filmie Samotny mężczyzna |

### Złota, Srebrna i Brązowa Żaba (Camerimage)
VII Międzynarodowy Festiwal Sztuki Autorów Zdjęć Filmowych Camerimage, 28 listopada – 5 grudnia 2009, Łódź.
- Złota Żaba: Gijjora Bejach za zdjęcia do filmu Liban
- Srebrna Żaba: Krzysztof Ptak za zdjęcia do filmu Dom zły
- Brązowa Żaba: Marcin Koszałka za zdjęcia do filmu Rewers

## Premiery

### filmy polskie
| Data            | Tytuł filmu                            | Kraj   | Reżyseria                                        | Obsada |
| --------------- | -------------------------------------- | ------ | ------------------------------------------------ | --- |
| 23 stycznia     | Gry wojenne                            | Polska | Dariusz Jabłoński                                | Bohater filmu: Ryszard Kukliński                                                                                 |
| 30 stycznia     | Idealny facet dla mojej dziewczyny     | Polska | Tomasz Konecki                                   | Marcin Dorociński, Tomasz Karolak, Krzysztof Globisz, Izabela Kuna                                               |
| 6 lutego        | Bracia Karamazow                       | /      | Petr Zelenka                                     | Martin Myšička, Ivan Trojan, Roman Luknár, Radek Holub                                                           |
| 13 lutego       | Włatcy móch: Ćmoki, czopki i mondzioły | Polska | Bartosz Kędzierski                               | Dubbing: Krzysztof Kulesza, Krzysztof Grębski, Bartosz Kędzierski, Adam Cywka, Beata Rakowska, Elżbieta Golińska |
| 13 lutego       | Drzazgi                                | Polska | Maciej Pieprzyca                                 | Antoni Pawlicki, Marcin Hycnar, Karolina Piechota, Tomasz Karolak                                                |
| 20 lutego       | Zamiana                                | /      | Konrad Aksinowicz                                | Piotr Gąsowski, Grażyna Wolszczak, Joanna Liszowska                                                              |
| 27 lutego       | Popiełuszko. Wolność jest w nas        | Polska | Rafał Wieczyński                                 | Adam Woronowicz, Marek Frąckowiak, Zbigniew Zamachowski                                                          |
| 6 marca         | Kochaj i tańcz                         | Polska | Bruce Parramore                                  | Izabella Miko, Mateusz Damięcki, Katarzyna Figura, Jacek Koman                                                   |
| 20 marca        | Złoty środek                           | Polska | Olaf Lubaszenko                                  | Anna Przybylska, Edward Linde-Lubaszenko, Cezary Pazura                                                          |
| 3 kwietnia      | Generał – zamach na Gibraltarze        | Polska | Anna Jadowska Lidka Kazen                        | Krzysztof Pieczyński, Kamilla Baar, Jerzy Grałek, Tomasz Borkowski, Tomasz Sobczak, Mirosław Haniszewski         |
| 17 kwietnia     | Generał Nil                            | Polska | Ryszard Bugajski                                 | Olgierd Łukaszewicz, Alicja Jachiewicz-Szmidt, Anna Cieślak                                                      |
| 24 kwietnia     | Dla Ciebie i Ognia                     | Polska | Tomasz Zasada Mateusz Jemioł                     | Michał Chołka, Marek Richter, Małgorzata Regent, Łukasz Jakubowski                                               |
| 24 kwietnia     | Tatarak                                | Polska | Andrzej Wajda                                    | Krystyna Janda, Paweł Szajda, Jan Englert, Julia Pietrucha                                                       |
| 8 maja          | Wino truskawkowe                       | /      | Dariusz Jabłoński                                | Zuzana Fialova, Jiří Macháček, Marian Dziędziel, Lech Łotocki                                                    |
| 8 maja          | Kobieta w Berlinie                     | /      | Max Färberböck                                   | Nina Hoss, Jewgienij Sidichin, Irm Hermann, Sandra Hüller                                                        |
| 15 maja         | Jeszcze nie wieczór                    | Polska | Jacek Bławut                                     | Jan Nowicki, Beata Tyszkiewicz, Nina Andrycz, Irena Kwiatkowska                                                  |
| 15 maja         | Lato Muminków                          | /      | Iivo Baric                                       | Dubbing: Paweł Ciołkosz, Dominika Kluźniak, Marcin Perchuć                                                       |
| 22 maja         | Wojna polsko-ruska                     | Polska | Xawery Żuławski                                  | Borys Szyc, Roma Gąsiorowska, Sonia Bohosiewicz, Anna Prus                                                       |
| 29 maja         | Tulpan                                 | /      | Siergiej Dworcewoj                               | Askhat Kuchinchirekov, Tulepbergen Baisakalov, Samal Eslyamova                                                   |
| 5 czerwca       | Afonia i pszczoły                      | Polska | Jan Jakub Kolski                                 | Grażyna Błęcka-Kolska, Mariusz Saniternik, Andriej Biełanow                                                      |
| 19 czerwca      | U Pana Boga za miedzą                  | Polska | Jacek Bromski                                    | Krzysztof Dzierma, Andrzej Zaborski, Grzegorz Heromiński                                                         |
| 14 sierpnia     | Operacja Dunaj                         | /      | Jacek Głomb                                      | Tomasz Kot, Zbigniew Zamachowski, Maciej Stuhr, Jiří Menzel                                                      |
| 21 sierpnia     | Miłość na wybiegu                      | Polska | Krzysztof Lang                                   | Karolina Gorczyca, Tomasz Karolak, Urszula Grabowska, Izabela Kuna                                               |
| 4 września      | Balladyna                              | /      | Dariusz Zawiślak                                 | Sonia Bohosiewicz, Mirosław Baka, Faye Dunaway, Rafał Cieszyński                                                 |
| 4 września      | Enen                                   | Polska | Feliks Falk                                      | Borys Szyc, Grzegorz Wolf, Magdalena Walach, Krzysztof Stroiński                                                 |
| 4 września      | Janosik. Prawdziwa historia            | /      | Agnieszka Holland Kasia Adamik                   | Václav Jiráček, Ivan Martinka, Michał Żebrowski, Katarzyna Herman                                                |
| 11 września     | Ostatnia akcja                         | Polska | Michał Rogalski                                  | Jan Machulski, Marian Kociniak, Barbara Krafftówna, Alina Janowska                                               |
| 18 września     | Magiczne drzewo                        | Polska | Andrzej Maleszka                                 | Maja Tomawska, Filip Fabiś, Adam Szczegóła, Andrzej Chyra                                                        |
| 25 września     | Galerianki                             | Polska | Katarzyna Rosłaniec                              | Anna Karczmarczyk, Dagmara Krasowska, Dominika Gwit                                                              |
| 9 października  | Gwiazda Kopernika                      | Polska | Zdzisław Kudła Andrzej Orzechowski               | Dubbing: Piotr Adamczyk, Anna Cieślak, Jerzy Stuhr, Piotr Fronczewski                                            |
| 9 października  | Miasto z morza                         | Polska | Andrzej Kotkowski                                | Jakub Strzelecki, Julia Pietrucha, Małgorzata Foremniak, Piotr Polk                                              |
| 23 października | Mniejsze zło                           | Polska | Janusz Morgenstern                               | Lesław Żurek, Magdalena Cielecka, Tamara Arciuch, Janusz Gajos                                                   |
| 23 października | Zero                                   | Polska | Paweł Borowski                                   | Robert Więckiewicz, Roma Gąsiorowska, Cezary Kosiński, Kamilla Baar                                              |
| 6 listopada     | Nigdy nie mów nigdy                    | Polska | Wojciech Pacyna                                  | Anna Dereszowska, Edyta Olszówka, Jan Wieczorkowski                                                              |
| 13 listopada    | Demakijaż                              | Polska | Maria Sadowska Dorota Lamparska Anna Maliszewska | Anita Jancia, Adam Woronowicz, Magdalena Czerwińska                                                              |
| 13 listopada    | Rewers                                 | Polska | Borys Lankosz                                    | Agata Buzek, Krystyna Janda, Anna Polony, Marcin Dorociński                                                      |
| 27 listopada    | Dom zły                                | Polska | Wojciech Smarzowski                              | Arkadiusz Jakubik, Marian Dziędziel, Bartłomiej Topa, Kinga Preis                                                |
| 4 grudnia       | Esterhazy                              | /      | Izabela Plucińska                                | Dubbing: Maciej Stuhr, Maria Peszek, Wiktor Zborowski                                                            |
| 4 grudnia       | Królik po berlińsku                    | /      | Bartosz Konopka                                  | – |
| 11 grudnia      | Epidemia miłości                       | Polska | Maciej Piwowarczyk                               | – |

### Pozostałe filmy

#### styczeń
| Data        | Tytuł filmu                           | Kraj              | Reżyseria                           | Obsada                                                            |
| ----------- | ------------------------------------- | ----------------- | ----------------------------------- | ----------------------------------------------------------------- |
| 1 stycznia  | Madagaskar 2                          | Stany Zjednoczone | Eric Darnell Tom McGrath            | Dubbing: Artur Żmijewski, Piotr Adamczyk, Małgorzata Kożuchowska  |
| 2 stycznia  | 3 kobiety w różnym wieku              |                   | Manijeh Hekmat                      | Niki Karimi, Pegah Ahangarani, Babak Hamidian, Maryam Boubani     |
| 2 stycznia  | Młode wino                            | Czechy            | Tomáš Bařina                        | Kryštof Hádek, Lukáš Langmajer, Tereza Voříšková, Lucie Benešová  |
| 2 stycznia  | Opowiedz mi o deszczu                 | Francja           | Agnès Jaoui                         | Jamel Debbouze, Agnès Jaoui, Jean-Pierre Bacri, Frédéric Pierrot  |
| 9 stycznia  | Księżna                               | /                 | Saul Dibb                           | Keira Knightley, Ralph Fiennes, Charlotte Rampling, Hayley Atwell |
| 9 stycznia  | Spirit – duch miasta                  | Stany Zjednoczone | Frank Miller                        | Scarlett Johansson, Samuel L. Jackson, Eva Mendes, Gabriel Macht  |
| 9 stycznia  | W cieniu chwały                       | Stany Zjednoczone | Gavin O’Connor                      | Colin Farrell, Edward Norton, Jon Voight, John Ortiz, Lake Bell   |
| 9 stycznia  | Zmierzch                              | Stany Zjednoczone | Catherine Hardwicke                 | Kristen Stewart, Robert Pattinson, Peter Facinelli, Ashley Greene |
| 9 stycznia  | Drugie życie                          | Portugalia        | Miguel Gaudêncio, Alexandre Valente | Piotr Adamczyk, Lúcia Moniz, Paulo Pires, Fátima Lopes            |
| 16 stycznia | Dzień, w którym zatrzymała się Ziemia | Stany Zjednoczone | Scott Derrickson                    | Keanu Reeves, Jennifer Connelly, Jon Hamm, Jaden Smith            |
| 16 stycznia | Gomorra                               | Włochy            | Matteo Garrone                      | Salvatore Abruzzese, Salvatore Ruocco, Gianfelice Imparato        |
| 16 stycznia | Milczenie Lorny                       | /                 | Luc Dardenne Jean-Pierre Dardenne   | Arta Dobroshi, Olivier Gourmet, Jérémie Renier, Alban Ukaj        |
| 16 stycznia | Spotkanie                             | Stany Zjednoczone | Tom McCarthy                        | Richard Jenkins, Haaz Sleiman, Laith Nakli, Marian Seldes         |
| 16 stycznia | Transporter 3                         | Francja           | Olivier Megaton                     | Jason Statham, Natalya Rudakova, Robert Knepper, Jeroen Krabbé    |
| 16 stycznia | Zjazd                                 | Stany Zjednoczone | Mark Obenhaus                       | Doug Coombs, Ingrid Backstrom, Anselme Baud, Bill Briggs          |
| 23 stycznia | Obywatel Milk                         | Stany Zjednoczone | Gus Van Sant                        | Sean Penn, Josh Brolin, Emile Hirsch, James Franco, Diego Luna    |
| 23 stycznia | Opór                                  | Stany Zjednoczone | Edward Zwick                        | Daniel Craig, Liev Schreiber, Jamie Bell, Mia Wasikowska          |
| 23 stycznia | Opowieści na dobranoc                 | Stany Zjednoczone | Adam Shankman                       | Dubbing: Piotr Adamczyk, Anna Dereszowska, Jan Peszek             |
| 23 stycznia | Sezon na misia 2                      | Stany Zjednoczone | Matthew O’Callaghan Todd Wilderman  | Dubbing: Jarosław Boberek, Dariusz Toczek, Joanna Węgrzynowska    |
| 23 stycznia | Underworld: Bunt lykanów              | Stany Zjednoczone | Patrick Tatopoulos                  | Rhona Mitra, Steven Mackintosh, Kevin Grevioux, Bill Nighy        |
| 23 stycznia | Stalin – Człowiek dla Społeczeństwa   | Indie             | A.R. Murugadoss                     | Chiranjeevi Chiranjeevi, Trisha Krishnan, Prakash Raj             |
| 30 stycznia | Bezustanne tarapaty                   | Francja           | François Truffaut                   | Jean-Pierre Léaud, Claire Maurier, Albert Remy                    |
| 30 stycznia | Droga do szczęścia                    | /                 | Sam Mendes                          | Leonardo DiCaprio, Kate Winslet, Kathy Bates, Michael Shannon     |
| 30 stycznia | Hanami – Kwiat wiśni                  | /                 | Doris Dörrie                        | Elmar Wepper, Hannelore Elsner, Aya Irizuki, Maximilian Brückner  |

#### luty
| Data      | Tytuł filmu                                  | Kraj              | Reżyseria                                | Obsada                                                               |
| --------- | -------------------------------------------- | ----------------- | ---------------------------------------- | -------------------------------------------------------------------- |
| 6 lutego  | Ciekawy przypadek Benjamina Buttona          | Stany Zjednoczone | David Fincher                            | Brad Pitt, Cate Blanchett, Tilda Swinton, Taraji P. Henson           |
| 6 lutego  | Ślubne wojny                                 | Stany Zjednoczone | Gary Winick                              | Kate Hudson, Anne Hathaway, Candice Bergen, Kristen Johnston         |
| 6 lutego  | Cziłała z Beverly Hills                      | Stany Zjednoczone | Raja Gosnell                             | Dubbing: Katarzyna Bujakiewicz, Olaf Lubaszenko, Jacek Braciak       |
| 6 lutego  | Italianiec                                   | Rosja             | Andriej Krawczuk                         | Nikołaj Spiridonow, Maria Kuzniecowa, Nikołaj Rieutow, Jurij Ickow   |
| 13 lutego | Jagodowa miłość                              | /                 | Wong Kar-Wai                             | Norah Jones, Jude Law, Natalie Portman, Rachel Weisz                 |
| 13 lutego | Walkiria                                     | Stany Zjednoczone | Bryan Singer                             | Tom Cruise, Bill Nighy, Kenneth Branagh, Carice van Houten           |
| 13 lutego | Wyznania zakupoholiczki                      | Stany Zjednoczone | P.J. Hogan                               | Isla Fisher, Hugh Dancy, John Goodman, Krysten Ritter                |
| 13 lutego | Frost/Nixon                                  | Stany Zjednoczone | Ron Howard                               | Frank Langella, Michael Sheen, Kevin Bacon, Olivier Platt            |
| 13 lutego | Afrykańska Przygoda 3D – Safari nad Okavango | Belgia            | Ben Stassen                              | Tim Liversedge, Liesl Eichenberger, June Liversedge                  |
| 20 lutego | Hotel dla psów                               | Stany Zjednoczone | Thor Freudenthal                         | Lisa Kudrow, Emma Roberts, Don Cheadle, Kevin Dillon                 |
| 20 lutego | Kobiety pragną bardziej                      | Stany Zjednoczone | Ken Kwapis                               | Scarlett Johansson, Jennifer Aniston, Ginnifer Goodwin, Justin Long  |
| 20 lutego | Wątpliwość                                   | Stany Zjednoczone | John Patrick Shanley                     | Amy Adams, Philip Seymour Hoffman, Meryl Streep, Viola Davis         |
| 20 lutego | Krwawe walentynki 3D                         | Stany Zjednoczone | Patrick Lussier                          | Jensen Ackles, Jaime King, Kerr Smith, Betsy Rue, Edi Gathegi        |
| 20 lutego | Spadkobiercy Cara                            | Rosja             | Konstantyn Odiegow                       | Paweł Jurczenko, Jekaterina Riednikowa, Dienis Karasiew              |
| 20 lutego | Rumba                                        | /                 | Bruno Romy, Fiona Gordon, Dominique Abel | Philippe Martz, Clement Morel, Fiona Gordon, Dominique Abel          |
| 27 lutego | Różowa Pantera 2                             | Stany Zjednoczone | Harald Zwart                             | Steve Martin, Andy García, Aishwarya Rai, Emily Mortimer             |
| 27 lutego | Slumdog. Milioner z ulicy                    | /                 | Danny Boyle                              | Dev Patel, Freida Pinto, Madhur Mittal, Saurabh Shukla               |
| 27 lutego | Przeminęło z wiatrem                         | Stany Zjednoczone | Victor Fleming                           | Clark Gable, Vivien Leigh, Leslie Howard, Olivia de Havilland        |
| 27 lutego | Wyspa dinozaura 2                            | Niemcy            | Reinhard Klooss                          | Dubbing: Joanna Jabłczyńska, Edyta Herbuś, Krzysztof Szczerbiński    |
| 27 lutego | Oszukana                                     | Stany Zjednoczone | Clint Eastwood                           | Angelina Jolie, John Malkovich, Amy Ryan, Michael Kelly              |
| 27 lutego | Eden Lake                                    | Wielka Brytania   | James Watkins                            | Kelly Reilly, Michael Fassbender, Tara Ellis, Jack O’Connell         |
| 27 lutego | Iago                                         | Włochy            | Volfango De Biasi                        | Nicolas Vaporidis, Laura Chiatti, Giulia Steigerwalt, Gabriele Lavia |

#### marzec
| Data     | Tytuł filmu                                       | Kraj              | Reżyseria                              | Obsada                                                            |
| -------- | ------------------------------------------------- | ----------------- | -------------------------------------- | ----------------------------------------------------------------- |
| 6 marca  | Watchmen: Strażnicy                               | /                 | Zack Snyder                            | Malin Akerman, Jackie Earle Haley, Jeffrey Dean Morgan            |
| 6 marca  | Rusałka                                           | Rosja             | Anna Mielikian                         | Maria Szałajewa, Jewgienij Cyganow, Maria Sokowa                  |
| 6 marca  | Dziewczyna z Monako                               | Francja           | Anne Fontaine                          | Fabrice Luchini, Roschdy Zem, Stéphane Audran                     |
| 6 marca  | Delta                                             | Węgry             | Kornél Mundruczó                       | Felix Lajko, Orsolya Toth, Lili Monori, Sándor Gáspár             |
| 13 marca | Siedem dusz                                       | Stany Zjednoczone | Gabriele Muccino                       | Rosario Dawson, Woody Harrelson, Michael Ealy, Barry Pepper       |
| 13 marca | Martyrs. Skazani na strach                        | /                 | Pascal Laugier                         | Morjana Alaoui, Mylène Jampanoï, Catherine Begin                  |
| 13 marca | Lektor                                            | /                 | Stephen Daldry                         | Kate Winslet, Ralph Fiennes, David Kross, Bruno Ganz              |
| 13 marca | Koralina i tajemnicze drzwi                       | /                 | Henry Selick                           | Dubbing: Dominika Kluźniak, Izabela Dąbrowska, Jacek Bończyk      |
| 13 marca | W.                                                | Stany Zjednoczone | Oliver Stone                           | Josh Brolin, Elizabeth Banks, Richard Dreyfuss, Ellen Burstyn     |
| 20 marca | Powrót do Brideshead                              | Wielka Brytania   | Julian Jarrold                         | Ben Whishaw, Matthew Goode, Emma Thompson                         |
| 20 marca | Marley i Ja                                       | Stany Zjednoczone | David Frankel                          | Owen Wilson, Jennifer Aniston, Alan Arkin, Eric Dane              |
| 20 marca | Zapaśnik                                          | Wielka Brytania   | Darren Aronofsky                       | Mickey Rourke, Marisa Tomei, Ernest Miller, Evan Rachel Wood      |
| 20 marca | Baader-Meinhof                                    | Niemcy            | Uli Edel                               | Martina Gedeck, Moritz Bleibtreu, Johanna Wokalek, Bruno Ganz     |
| 20 marca | Brick Lane                                        | Wielka Brytania   | Sarah Gavron                           | Tannishtha Chatterjee, Satish Kaushik, Christopher Simpson        |
| 20 marca | Nienarodzony                                      | Stany Zjednoczone | David S. Goyer                         | Gary Oldman, Carla Gugino, Odette Yustman, Meagan Good            |
| 20 marca | Tajemnica Rajskiego Wzgórza                       | /                 | Gábor Csupó                            | Ioan Gruffudd, Dakota Blue Richards, Tim Curry                    |
| 20 marca | Świat jest wielki, a zbawienie czai się za rogiem | Bułgaria          | Stefan Komandarew                      | Miki Manojlović, Carlo Ljubek, Hristo Mustafcziew                 |
| 20 marca | Okrucieństwo                                      | Rosja             | Marina Liubakowa                       | Renata Litwinowa, Jewgienij Sierow, Anna Biegunowa                |
| 22 marca | Incydent                                          | Hongkong          | Derek Yee                              |                                                                   |
| 27 marca | Miasto ślepców                                    | /                 | Fernando Meirelles                     | Mark Ruffalo, Julianne Moore, Gael García Bernal, Danny Glover    |
| 27 marca | The International                                 | /                 | Tom Tykwer                             | Clive Owen, Naomi Watts, Ulrich Thomsen, Patrick Baladi           |
| 27 marca | Dzielny Despero                                   | Stany Zjednoczone | Sam Fell, Gary Ross Robert Stevenhagen | Emma Watson, Dustin Hoffman, Matthew Broderick                    |
| 27 marca | Zapowiedź                                         | Stany Zjednoczone | Alex Proyas                            | Nicolas Cage, Rose Byrne, Chandler Canterbury, Ben Mendelsohn     |
| 27 marca | Gran Torino                                       | Stany Zjednoczone | Clint Eastwood                         | Clint Eastwood, John Carroll Lynch, Geraldine Hughes, Brian Haley |
| 27 marca | Człowiek na linie                                 | Stany Zjednoczone | James Marsh                            | Philippe Petit, Annie Allix, Jean-Louis Blondeau, Ardis Campbell  |

#### kwiecień
| Data        | Tytuł filmu              | Kraj              | Reżyseria                  | Obsada                                                            |
| ----------- | ------------------------ | ----------------- | -------------------------- | ----------------------------------------------------------------- |
| 3 kwietnia  | Szybko i wściekle        | Stany Zjednoczone | Justin Lin                 | Paul Walker, Michelle Rodriguez, Jordana Brewster, Laz Alonso     |
| 3 kwietnia  | Che. Rewolucja           | /                 | Steven Soderbergh          | Benicio del Toro, Catalina Sandino Moreno, Franka Potente         |
| 3 kwietnia  | Strasznie szczęśliwi     | Dania             | Henrik Ruben Genz          | Jakob Cedergren, Kim Bodnia, Lene Maria Christensen, Anders Hove  |
| 3 kwietnia  | Walc z Baszirem          | /                 | Ari Folman                 | Ron Ben-Jiszaj, Ronny Dayag, Ari Folman, Dror Harazi              |
| 3 kwietnia  | Dziennik nimfomanki      | Hiszpania         | Christian Molina           | Belen Fabra, Geraldine Chaplin, Ángela Molina, Llum Barrera       |
| 3 kwietnia  | Mleko                    | /                 | Semih Kaplanoğlu           | Melih Selcuk, Basak Koklukaya, Riza Akin, Saadet Aksoy            |
| 3 kwietnia  | Annie Hall               | Stany Zjednoczone | Woody Allen                | Diane Keaton, Woody Allen, Carol Kane, Christopher Walken         |
| 17 kwietnia | Vicky Cristina Barcelona | /                 | Woody Allen                | Scarlett Johansson, Penélope Cruz, Javier Bardem, Rebecca Hall    |
| 17 kwietnia | Dragonball: Ewolucja     | Stany Zjednoczone | James Wong                 | Justin Chatwin, Joong-Hoon Park, Christopher Sabat, Emmy Rossum   |
| 17 kwietnia | Nieproszeni goście       | Stany Zjednoczone | Charles Guard Thomas Guard | Elizabeth Banks, David Strathairn, Arielle Kebbel, Emily Browning |
| 17 kwietnia | Hannah Montana: Film     | Stany Zjednoczone | Peter Chelsom              | Miley Cyrus, Emily Osment, Jason Earles, Heather Graham           |
| 17 kwietnia | Shultes                  | Rosja             | Bakur Bakuradze            | Gela Chitava, Ruslan Grebyonkin, Lyubov Firsova                   |
| 24 kwietnia | Za jakie grzechy         | Stany Zjednoczone | Jonas Elmer                | Renée Zellweger, Siobhan Fallon, J.K. Simmons                     |
| 24 kwietnia | Co jest grane?           | Stany Zjednoczone | Barry Levinson             | Robert De Niro, Stanley Tucci, John Turturro, Robin Wright Penn   |
| 24 kwietnia | Mój brat jest jedynakiem | /                 | Daniele Luchetti           | Elio Germano, Riccardo Scamarcio, Angela Finocchiaro              |
| 24 kwietnia | Push                     | Stany Zjednoczone | Paul McGuigan              | Dakota Fanning, Camilla Belle, Chris Evans, Djimon Hounsou        |
| 24 kwietnia | Trzy małpy               | /                 | Nuri Bilge Ceylan          | Hatice Aslan, Yavuz Bingol, Rifat Sungar, Ercan Kesal, Cafer Köse |
| 30 kwietnia | X-Men Geneza: Wolverine  | Stany Zjednoczone | Gavin Hood                 | Hugh Jackman, Ryan Reynolds, Liev Schreiber, Dominic Monaghan     |
| 30 kwietnia | Gra dla dwojga           | Stany Zjednoczone | Tony Gilroy                | Julia Roberts, Clive Owen, Paul Giamatti, Tom Wilkinson           |
| 30 kwietnia | 30 dni mroku             | Stany Zjednoczone | David Slade                | Josh Hartnett, Ben Foster, Melissa George, Danny Huston           |

#### maj
| Data    | Tytuł filmu            | Kraj              | Reżyseria                     | Obsada                                                                |
| ------- | ---------------------- | ----------------- | ----------------------------- | --------------------------------------------------------------------- |
| 1 maja  | Arka Noego             | /                 | Juan Pablo Buscarini          | Dubbing: Mieczysław Morański, Joanna Jabłczyńska, Dariusz Toczek      |
| 1 maja  | Góra Czarownic         | Stany Zjednoczone | Andy Fickman                  | Dubbing: Robert Więckiewicz, Danuta Stenka, Zofia Jaworowska          |
| 1 maja  | Obywatel Havel         | Czechy            | Pavel Koutecky Miroslav Janek | Ivan Medek, Vladimir Hanzel, Ladislav Spacek, Jacques Chirac          |
| 7 maja  | Skazani na wojnę       | Rosja             | Olga Żulina                   | Nina Łoszczynina, Jurij Kołokolnikow, Andriej Panin, Daria Michajłowa |
| 8 maja  | Znów mam 17 lat        | Stany Zjednoczone | Burr Steers                   | Matthew Perry, Zac Efron, Leslie Mann, Thomas Lennon                  |
| 8 maja  | Star Trek              | Stany Zjednoczone | J.J. Abrams                   | Chris Pine, Zachary Quinto, Eric Bana, Winona Ryder, Zoe Saldaña      |
| 15 maja | Anioły i demony        | Stany Zjednoczone | Ron Howard                    | Tom Hanks, Ajjelet Zurer, Ewan McGregor, Stellan Skarsgård            |
| 15 maja | Sekretne życie pszczół | Stany Zjednoczone | Gina Prince                   | Dakota Fanning, Paul Bettany, Hilarie Burton, Queen Latifah           |
| 15 maja | Z miłości do gwiazd    | Francja           | Laetitia Colombani            | Catherine Deneuve, Emmanuelle Béart, Kad Merad, Patrice Leconte       |
| 22 maja | Hańba                  | /                 | Steve Jacobs                  | John Malkovich, Jessica Haines, Scott Cooper, Eriq Ebouaney           |
| 22 maja | Noc w muzeum 2         | Stany Zjednoczone | Shawn Levy                    | Dubbing: Piotr Adamczyk, Artur Dziurman, Kamilla Baar, Jacek Czyż     |
| 22 maja | Obcy we mnie           | Niemcy            | Emily Atef                    | Susanne Wolf, Johann von Bülow, Hans Diehl, Judith Engel              |
| 22 maja | Piątek, trzynastego    | Stany Zjednoczone | Marcus Nispel                 | Derek Mears, Jared Padalecki, Travis Van Winkle, Arlen Escarpeta      |
| 22 maja | Władcy wojny           |                   | Peter Chan                    | Jet Li, Andy Lau, Takeshi Kaneshiro, Xu Jinglei, Wang Yachao          |
| 29 maja | Antychryst             | Dania             | Lars von Trier                | Charlotte Gainsbourg, Willem Dafoe                                    |
| 29 maja | Baby Love              | Francja           | Vincent Garenq                | Anne Brochet, Lambert Wilson, Pilar López de Ayala, Marc Duret        |
| 29 maja | Duchy moich byłych     | Stany Zjednoczone | Mark Waters                   | Matthew McConaughey, Jennifer Garner, Michael Douglas                 |
| 29 maja | Na imię ma Sabine      | Francja           | Sandrine Bonnaire             | Sandrine Bonnaire                                                     |
| 29 maja | Potwory kontra Obcy    | Stany Zjednoczone | Conrad Vernon, Rob Letterman  | Dubbing: Barbara Kałużna, Wojciech Paszkowski, Jarosław Boberek       |
| 29 maja | Stan gry               | /                 | Kevin Macdonald               | Russell Crowe, Ben Affleck, Helen Mirren, Rachel McAdams              |

#### czerwiec
| Data       | Tytuł filmu                   | Kraj              | Reżyseria            | Obsada                                                        |
| ---------- | ----------------------------- | ----------------- | -------------------- | ------------------------------------------------------------- |
| 5 czerwca  | S.O.S. Ziemia!                | Francja           | Yann Arthus-Bertrand | –                                                             |
| 5 czerwca  | Ja cię kocham, a ty z nim     | Stany Zjednoczone | Peter Hedges         | Steve Carell, Juliette Binoche, Dane Cook, Dianne Wiest       |
| 5 czerwca  | Nad jeziorem Tahoe            | Meksyk            | Fernando Eimbcke     | Diego Cataño, Héctor Herrera, Daniela Valentine, Yemil Sefami |
| 5 czerwca  | Terminator: Ocalenie          | /                 | McG                  | Christian Bale, Sam Worthington, Moon Bloodgood, Common       |
| 12 czerwca | 12 rund                       | Stany Zjednoczone | John Cena            | Aidan Gillen, Ashley Scott, Steve Harris, Brian J. White      |
| 12 czerwca | Genua. Włoskie lato           | /                 | Michael Winterbottom | Colin Firth, Catherine Keener, Hope Davis, Willa Holland      |
| 12 czerwca | Lwica                         | /                 | Pablo Trapero        | Martina Gusman, Elli Medeiros, Rodrigo Santoro, Laura García  |
| 19 czerwca | Berlin Calling                | Niemcy            | Hannes Stöhr         | Paul Kalkbrenner, Rita Lengyel, Rolf Peter Kahl, Araba Walton |
| 19 czerwca | Mój nauczyciel                | /                 | Bohdan Sláma         | Pavel Liška, Zuzana Bydžovská, Ladislav Šedivý, Marek Daniel  |
| 19 czerwca | Narzeczony mimo woli          | Stany Zjednoczone | Anne Fletcher        | Sandra Bullock, Ryan Reynolds, Malin Akerman, Betty White     |
| 19 czerwca | Ojcze nasz. Krew z krwi       | /                 | Christopher Zalla    | Jesús Ochoa, Armando Hernández, Jorge Espíndola               |
| 19 czerwca | Udręczeni                     | Stany Zjednoczone | Peter Cornwell       | Virginia Madsen, Elias Koteas, Martin Donovan, Kyle Gallner   |
| 24 czerwca | Transformers: Zemsta upadłych | Stany Zjednoczone | Michael Bay          | Shia LaBeouf, Megan Fox, John Turturro, Josh Duhamel          |
| 26 czerwca | Coco Chanel                   | Francja           | Anne Fontaine        | Audrey Tautou, Alessandro Nivola, Benoît Poelvoorde           |
| 26 czerwca | Przebłysk geniuszu            | /                 | Marc Abraham         | Greg Kinnear, Lauren Graham, Dermot Mulroney, Jake Abel       |
| 26 czerwca | Zack i Miri kręcą porno       | Stany Zjednoczone | Kevin Smith          | Seth Rogen, Elizabeth Banks, Jason Mewes, Craig Robinson      |

#### lipiec
| Data     | Tytuł filmu                       | Kraj              | Reżyseria                    | Obsada                                                              |
| -------- | --------------------------------- | ----------------- | ---------------------------- | ------------------------------------------------------------------- |
| 1 lipca  | Epoka lodowcowa 3: Era dinozaurów | Stany Zjednoczone | Carlos Saldanha              | Dubbing: Cezary Pazura, Wojciech Malajkat, Piotr Fronczewski        |
| 3 lipca  | La libertad                       | Argentyna         | Lisandro Alonso              | Misael Saavedra, Humberto Estrada, Rafael Estrada, Omar Didino      |
| 3 lipca  | Trzy królestwa                    |                   | John Woo                     | Tony Leung, Takeshi Kaneshiro, Zhang Fengyi, Lin Chiling, Zhao Wei  |
| 10 lipca | Brüno                             | Stany Zjednoczone | Larry Charles                | Sacha Baron Cohen, Gustaf Hammarsten, Clifford Bañagale             |
| 10 lipca | Gabinet doktora Caligari          | Niemcy            | Robert Wiene                 | Werner Krauss, Conrad Veidt, Hans Heinrich von Twardowski           |
| 10 lipca | Horsemen – jeźdźcy Apokalipsy     | /                 | Jonas Åkerlund               | Dennis Quaid, Zhang Ziyi, Peter Stormare, Clifton Collins Jr.       |
| 10 lipca | Każdy chce być Włochem            | Stany Zjednoczone | Jason Todd Ipson             | Jay Jablonski, Marisa Petroro, Cerina Vincent, John Enos III        |
| 10 lipca | Lepsze rzeczy do roboty           | Wielka Brytania   | Duane Hopkins                | Tara Ballard, Betty Bench, Frank Bench, Emma Cooper, Che Corr       |
| 17 lipca | Dla niej wszystko                 | Francja           | Fred Cavayé                  | Vincent Lindon, Diane Kruger, Lancelot Roch, Olivier Marchal        |
| 17 lipca | Egzorcyzmy Dorothy Mills          | /                 | Agnès Merlet                 | Carice van Houten, Jenn Murray, David Wilmot, Ger Ryan, Gary Lewis  |
| 17 lipca | Miss Marca                        | Stany Zjednoczone | Zach Cregger Trevor Moore    | Zach Cregger, Trevor Moore, Raquel Alessi, Betsy Rue, Molly Stanton |
| 17 lipca | Służąca                           | /                 | Sebastián Silva              | Catalina Saavedra, Claudia Celedón, Alejandro Goic, Mariana Loyola  |
| 17 lipca | Wrogowie publiczni                | Stany Zjednoczone | Michael Mann                 | Johnny Depp, Christian Bale, Marion Cotillard, Channing Tatum       |
| 24 lipca | Adrenalina 2. Pod napięciem       | Stany Zjednoczone | Mark Neveldine Brian Taylor  | Jason Statham, Amy Smart, Clifton Collins Jr., Reno Wilson          |
| 24 lipca | Cichy chaos                       | /                 | Antonio Grimaldi             | Nanni Moretti, Valeria Golino, Kasia Smutniak, Roman Polański       |
| 24 lipca | Harry Potter i Książę Półkrwi     | /                 | David Yates                  | Daniel Radcliffe, Emma Watson, Rupert Grint, Michael Gambon         |
| 24 lipca | Ślepa miłość                      | Słowacja          | Juraj Lehotský               | –                                                                   |
| 31 lipca | Hair                              | /                 | Miloš Forman                 | Treat Williams, John Savage, Beverly D’Angelo, Annie Golden         |
| 31 lipca | Moja wielka grecka wycieczka      | /                 | Donald Petrie                | Nia Vardalos, Richard Dreyfuss, Alexis Georgoulis, Alistair McGowan |
| 31 lipca | Prawdziwa historia kota w butach  | Francja           | Pascal Hérold Macha Makeïeff | Dubbing: Borys Szyc, Marcin Hycnar, Maria Peszek, Cezary Pazura     |
| 31 lipca | Stary, kocham cię                 | Francja           | John Hamburg                 | Paul Rudd, Rashida Jones, Sarah Burns, Jaime Pressly                |

#### sierpień
| Data        | Tytuł filmu              | Kraj              | Reżyseria           | Obsada                                                                     |
| ----------- | ------------------------ | ----------------- | ------------------- | -------------------------------------------------------------------------- |
| 7 sierpnia  | G.I. Joe: Czas Kobry     | Stany Zjednoczone | Stephen Sommers     | Sienna Miller, Channing Tatum, Dennis Quaid, Ray Park                      |
| 7 sierpnia  | Kac Vegas                | Stany Zjednoczone | Todd Phillips       | Bradley Cooper, Ed Helms, Zach Galifianakis, Heather Graham                |
| 7 sierpnia  | Mądrość i seks           | Wielka Brytania   | Madonna             | Richard E. Grant, Stephen Gagham, Eugene Hutz                              |
| 7 sierpnia  | Małe sekrety             | Czechy            | Alice Nellis        | Martin Šulík, Anna Geislerová, Theodora Remundová                          |
| 14 sierpnia | Ostatni dom po lewej     | Stany Zjednoczone | Dennis Iliadis      | Sara Paxton, Monica Potter, Garret Dillahund, Spencer Treat Clark          |
| 14 sierpnia | Załoga G                 | Stany Zjednoczone | Hoyt Yeatman        | Dubbing: Andrzej Zieliński, Cezary Żak, Anna Przybylska                    |
| 21 sierpnia | Bez mojej zgody          | Stany Zjednoczone | Nick Cassavetes     | Cameron Diaz, Abigail Breslin, Sofia Vassilieva, Alec Baldwin              |
| 21 sierpnia | Metro strachu            | /                 | Tony Scott          | Denzel Washington, John Travolta, James Gandolfini, John Turturro          |
| 21 sierpnia | Spotkanie w Palermo      | /                 | Wim Wenders         | Campino, Milla Jovovich, Dennis Hopper, Giovanna Mezzogiorno               |
| 28 sierpnia | 13 Dzielnica – Ultimatum | Francja           | Patrick Alessandrin | David Belle, Cyril Raffaelli, Philippe Torreton, Daniel Duval, Elodie Yung |
| 28 sierpnia | Largo Winch              | Francja           | Jérôme Salle        | Tomer Sisley, Kristin Scott Thomas, Miki Manojlović, Mélanie Thierry       |
| 28 sierpnia | René                     | Czechy            | Helena Trestikova   | René Plásil, Helena Trestikova                                             |
| 28 sierpnia | Wezwani                  | Hiszpania         | Elio Quiroga        | Ana Torrent, Francisco Boira, Héctor Colomé, Rocío Muñoz                   |
| 28 sierpnia | Wojna domowa             | /                 | Stephan Elliott     | Jessica Biel, Ben Barnes, Kristin Scott Thomas, Colin Firth                |

#### wrzesień
| Data        | Tytuł filmu                       | Kraj              | Reżyseria              | Obsada                                                                    |
| ----------- | --------------------------------- | ----------------- | ---------------------- | ------------------------------------------------------------------------- |
| 4 września  | Brzydka prawda                    | Stany Zjednoczone | Robert Luketic         | Katherine Heigl, Gerard Butler, Bree Turner, Eric Winter, Cheryl Hines    |
| 4 września  | Gigante                           | /                 | Adrián Biniez          | Horacio Camandule, Leonor Svarcas, Fernando Alonso, Diego Artucio         |
| 4 września  | Oszukać przeznaczenie 4           | Stany Zjednoczone | David R. Ellis         | Bobby Campo, Shantel VanSanten, Nick Zano, Haley Webb, Krista Allen       |
| 4 września  | Zniknięcie                        | /                 | Erik Poppe             | Pål Sverre Valheim Hagen, Trine Dyrholm, Ellen Dorrit Petersen            |
| 11 września | Bękarty wojny                     | /                 | Quentin Tarantino      | Brad Pitt, Mélanie Laurent, Christoph Waltz, Eli Roth, Diane Kruger       |
| 11 września | Garfield: Koty górą               | /                 | Mark A.Z. Dippé        | Dubbing: Cezary Żak, Joanna Jabłczyńska, Joanna Liszowska                 |
| 11 września | Zaróbmy jeszcze więcej            | Austria           | Erwin Wagenhofer       | Antonio Baena Perez, George Belton, John Christensen, Yves Delisle        |
| 18 września | 9                                 | Stany Zjednoczone | Shane Acker            | Elijah Wood, Christopher Plummer, Jennifer Connelly, John C. Reilly       |
| 18 września | Boski                             | /                 | Paolo Sorrentino       | Toni Servillo, Anna Bonaiuto, Giulio Bosetti, Flavio Bucci, Aldo Ralli    |
| 18 września | Do Czech razy sztuka              | Czechy            | Jan Hřebejk            | Jiří Macháček, Emília Vášáryová, Simona Babčáková, Martina Krátká         |
| 18 września | Dzieci Ireny Sendlerowej          | Stany Zjednoczone | John Kent Harrison     | Anna Paquin, Marcia Gay Harden, Goran Višnjić, Danuta Stenka              |
| 18 września | Kocham cię od tak dawna           | /                 | Philippe Claudel       | Kristin Scott Thomas, Elsa Zylberstein, Serge Hazanavicius                |
| 18 września | Obcy na poddaszu                  | /                 | John Schultz           | Ashley Tisdale, Austin Robert Butler, Carter Jenkins, Henri Young         |
| 18 września | Obsesja                           | Stany Zjednoczone | Steve Shill            | Idris Elba, Beyoncé Knowles, Ali Larter, Christine Lahti, Jerry O’Connell |
| 19 września | Jonas Brothers: Koncert 3D        | Stany Zjednoczone | Bruce Hendricks        | Kevin Jonas, Joe Jonas, Nick Jonas, Demi Lovato, Taylor Swift             |
| 25 września | Casablanca                        | Stany Zjednoczone | Michael Curtiz         | Humphrey Bogart, Ingrid Bergman, Paul Henreid, Claude Rains               |
| 25 września | Klopsiki i inne zjawiska pogodowe | Stany Zjednoczone | Phil Lord Chris Miller | Dubbing: Jacek Bończyk, Monika Pikuła, Miłogost Reczek, Piotr Bąk         |
| 25 września | Pierwszy krzyk                    | Francja           | Gilles de Maistre      | –                                                                         |
| 25 września | Przerwane objęcia                 | Hiszpania         | Pedro Almodóvar        | Penélope Cruz, Lluís Homar, Blanca Portillo, José Luis Gómez              |
| 25 września | Surogaci                          | Stany Zjednoczone | Jonathan Mostow        | Bruce Willis, Radha Mitchell, Rosamund Pike, Boris Kodjoe                 |

#### październik
| Data            | Tytuł filmu                     | Kraj              | Reżyseria                   | Obsada                                                           |
| --------------- | ------------------------------- | ----------------- | --------------------------- | ---------------------------------------------------------------- |
| 2 października  | Dzień w Juriewie                | Rosja             | Kiriłł Sieriebriennikow     | Ksienija Rappoport, Jewgienia Kuzniecowa, Siergiej Sosnowskij    |
| 2 października  | Kocham Cię, Beth Cooper         | /                 | Chris Columbus              | Hayden Panettiere, Paul Rush, Jack Carpenter, Lauren London      |
| 2 października  | Moje Winnipeg                   | Kanada            | Guy Maddin                  | Darcy Fehr, Ann Savage, Amy Stewart, Louis Negin                 |
| 2 października  | Przypadkowy mąż                 | Stany Zjednoczone | Griffin Dunne               | Uma Thurman, Jeffrey Dean Morgan, Colin Firth, Sam Shepard       |
| 2 października  | Słowo jak głaz                  | Rosja             | Aleksiej Mizgiriew          | Jewgienij Antropow, Dmitrij Kuliczkow, Anastasija Biezborodowa   |
| 2 października  | Weronika postanawia umrzeć      | Stany Zjednoczone | Emily Young                 | Sarah Michelle Gellar, David Thewlis, Erika Christensen          |
| 9 października  | Dobry, zły i zakręcony          | Korea Południowa  | Kim Jee-woon                | Song Kang-ho, Lee Byung-hun, Jung Woo-sung, Jo Kyeong-hun        |
| 9 października  | Dystrykt 9                      | /                 | Neill Blomkamp              | Sharlto Copley, Jason Cope, Nathalie Boltt, Sylvaine Strike      |
| 9 października  | Julie i Julia                   | Stany Zjednoczone | Nora Ephron                 | Meryl Streep, Amy Adams, Stanley Tucci, Chris Messina            |
| 16 października | Fighting                        | Stany Zjednoczone | Dito Montiel                | Channing Tatum, Terrence Howard, Zulay Henao, Michael Rivera     |
| 16 października | Mumie 3D. Sekrety faraonów      | Stany Zjednoczone | Keith Melton                | Elana Drago, William Hope, Nasser Memarzia, Crispin Redman       |
| 16 października | Nowszy model                    | Stany Zjednoczone | Bart Freundlich             | Catherine Zeta-Jones, Justin Bartha, Eliza Callahan, Kelly Gould |
| 16 października | Odlot                           | Stany Zjednoczone | Pete Docter Bob Peterson    | Dubbing: Wojciech Siemion, Cezary Pazura, Ignacy Gogolewski      |
| 23 października | Gamer                           | Stany Zjednoczone | Mark Neveldine Brian Taylor | Gerard Butler, Amber Valletta, Michael C. Hall, Kyra Sedgwick    |
| 23 października | Granice miłości                 | /                 | Guillermo Arriaga           | Charlize Theron, Kim Basinger, Jennifer Lawrence, Tessa Ia       |
| 23 października | Notorious                       | Stany Zjednoczone | George Tilman Jr.           | Jamal Woolard, Derek Luke, Dennis L.A. White, Angela Bassett     |
| 23 października | Odgłosy robaków – zapiski mumii | Szwajcaria        | Peter Liechti               | Peter Mettler, Alexander Tschernek                               |
| 23 października | Piła VI                         | /                 | Kevin Greutert              | Tobin Bell, Costas Mandylor, Mark Rolston, Betsy Russell         |
| 23 października | Serafina                        | /                 | Martin Provost              | Yolande Moreau, Ulrich Tukur, Anne Bennent, Geneviève Mnich      |
| 23 października | Solista                         | /                 | Joe Wright                  | Robert Downey Jr., Jamie Foxx, Catherine Keener, Tom Hollander   |
| 28 października | Michael Jackson’s This Is It    | Stany Zjednoczone | Kenny Ortega                | Bohater filmu: Michael Jackson                                   |
| 30 października | Zabójcze ciało                  | Stany Zjednoczone | Karyn Kusama                | Megan Fox, Amanda Seyfried, Johnny Simmons, Adam Brody           |

#### listopad
| Data         | Tytuł filmu                                     | Kraj              | Reżyseria                    | Obsada                                                             |
| ------------ | ----------------------------------------------- | ----------------- | ---------------------------- | ------------------------------------------------------------------ |
| 6 listopada  | REC 2                                           | Hiszpania         | Jaume Balagueró Paco Plaza   | Manuela Velasco, Ferran Terraza, Javier Botet, Pablo Rosso         |
| 6 listopada  | Białe szaleństwo                                | Norwegia          | Rune Denstad Langlo          | Anders Baasmo Christiansen, Tommy Almenning, Marte Aunemo          |
| 6 listopada  | Millennium: Mężczyźni, którzy nienawidzą kobiet | /                 | Niels Arden Oplev            | Mikael Nyqvist, Noomi Rapace, Lena Endre, Peter Haber              |
| 6 listopada  | Fame                                            | Stany Zjednoczone | Kevin Tancharoen             | Kay Panabaker, Naturi Naughton, Kherington Payne, Megan Mullally   |
| 6 listopada  | Terra 3D                                        | Stany Zjednoczone | Aristomenis Tsirbas          | Dubbing: Maria Peszek, Paweł Małaszyński, Miłogost Reczek          |
| 6 listopada  | Tybetańska Księga Umarłych                      | Kanada            | Barrie McLean                | –                                                                  |
| 11 listopada | 2012                                            | /                 | Roland Emmerich              | John Cusack, Amanda Peet, Chiwetel Ejiofor, Thandie Newton         |
| 13 listopada | Bunt L.                                         | Bułgaria          | Kiran Kolarov                | Zahary Baharov, Hristo Garbov, Dicho Hristov, Fani Kolarova        |
| 13 listopada | Roman Polański. Ścigany i pożądany              | /                 | Marina Zenovich              | Bohater filmu: Roman Polański                                      |
| 20 listopada | Biała wstążka                                   | /                 | Michael Haneke               | Christian Friedel, Ulrich Tukur, Leonie Benesch, Burghart Klaußner |
| 20 listopada | Opowieść wigilijna                              | Stany Zjednoczone | Robert Zemeckis              | Dubbing: Piotr Fronczewski, Jan Peszek, Anna Dereszowska           |
| 20 listopada | Paranormal Activity                             | Stany Zjednoczone | Oren Peli                    | Katie Featherston, Micah Sloat, Mark Fredrichs, Ashley Palmer      |
| 20 listopada | Papierowy żołnierz                              | Rosja             | Aleksiej German młodszy      | Czułpan Chamatowa, Merab Ninidze, Anastasija Szewelewa             |
| 20 listopada | Saga „Zmierzch”: Księżyc w nowiu                | Stany Zjednoczone | Chris Weitz                  | Kristen Stewart, Robert Pattinson, Taylor Lautner, Nikki Reed      |
| 20 listopada | Yes-Meni naprawiają świat                       | Francja           | Andy Bichlbaum Mike Bonanno  | Reggie Watts, Mike Bonanno, Andy Bichlbaum                         |
| 20 listopada | Zaklęci w czasie                                | Stany Zjednoczone | Robert Schwentke             | Eric Bana, Rachel McAdams, Maggie Castle, Stephen Tobolowsky       |
| 27 listopada | Prawo zemsty                                    | Stany Zjednoczone | F. Gary Grey                 | Jamie Foxx, Gerard Butler, Colm Meaney, Bruce McGill, Leslie Bibb  |
| 27 listopada | Renifer Niko ratuje święta                      | /                 | Michael Hegner Kari Juusonen | Dubbing: Jan Rotowski, Anna Dereszowska, Agnieszka Dygant          |
| 27 listopada | Ricky                                           | /                 | François Ozon                | Arthur Peyret, Sergi Lopez, Alexandra Lamy, Mélusine Mayance       |
| 27 listopada | Zakładnik                                       | /                 | Aleksiej Uczitiel            | Wiaczesław Krikunow, Piotr Łogaczow, Irakli Mskhalaia              |
| 27 listopada | Zdobyć Woodstock                                | Stany Zjednoczone | Ang Lee                      | Henry Goodman, Imelda Staunton, Emile Hirsch, Paul Dano            |

#### grudzień
| Data       | Tytuł filmu                 | Kraj              | Reżyseria                     | Obsada                                                              |
| ---------- | --------------------------- | ----------------- | ----------------------------- | ------------------------------------------------------------------- |
| 2 grudnia  | Wesele w Besarabii          | /                 | Nap Toader                    | Vlad Logigan, Victoria Bobu, Constantin Florescu, Igor Chistol      |
| 4 grudnia  | 500 dni miłości             | Stany Zjednoczone | Marc Webb                     | Joseph Gordon-Levitt, Zooey Deschanel, Geoffrey Arend, Chloe Moretz |
| 4 grudnia  | Amerykańskie ciacho         | Stany Zjednoczone | David Mackenzie               | Ashton Kutcher, Anne Heche, Margarita Levieva, Sebastian Stan       |
| 4 grudnia  | Kropka.com                  | /                 | Luís Galvão Teles             | João Tempera, María Adánez, Marco Delgado, Isabel Abreu             |
| 4 grudnia  | Mikołajek                   | Francja           | Laurent Tirard                | Dubbing: Tomasz Kot, Agata Kulesza, Beniamin Lewandowski            |
| 9 grudnia  | Bękart                      | /                 | Alejandro Fernández Almendras | Clemira Aguayo, Manuel Hernández, Alejandra Yáñez                   |
| 4 grudnia  | Zombieland                  | Stany Zjednoczone | Ruben Fleischer               | Jesse Eisenberg, Woody Harrelson, Emma Stone, Abigail Breslin       |
| 11 grudnia | Papryka, sex i rock’n’roll  | Węgry             | Gergely Fonyó                 | Tamás Szabó Kimmel, Iván Fenyö, Tünde Kiss, Titánia Valentin        |
| 11 grudnia | Ślepy los                   | Stany Zjednoczone | Lucy Walker                   | Gavin Attwood, Sally Berg, Sonam Bhumtso, Dachung Dachung           |
| 18 grudnia | Opowieść nr 52              | Grecja            | Alexis Alexiou                | Yorgos Kakanakis, Serafita Grigoriadou, Dafni Labroyanni            |
| 25 grudnia | Avatar                      | Stany Zjednoczone | James Cameron                 | Zoe Saldana, Sam Worthington, Sigourney Weaver, Michelle Rodriguez  |
| 25 grudnia | Templariusze. Miłość i krew | /                 | Peter Flinth                  | Joakim Nätterqvist, Sofia Helin, Bill Skarsgård, Nicholas Boulton   |

## Zmarli
| - styczeń - 1 stycznia – Ron Asheton, aktor - 1 stycznia – Edmund Purdom, aktor - 1 stycznia – Johannes Mario Simmel, scenarzysta - 2 stycznia – Steven Gilborn, aktor - 3 stycznia – Pat Hingle, aktor - 4 stycznia – Krzysztof Ziembiński, aktor - 6 stycznia – Cheryl Holdridge, aktorka - 6 stycznia – Ray Dennis Steckler, reżyser - 8 stycznia – Don Galloway, aktor - 10 stycznia – Tadeusz Szymków, aktor - 10 stycznia – Georges Cravenne, producent - 11 stycznia – Thierry van Werveke, aktor - 12 stycznia – Claude Berri, reżyser - 12 stycznia – Zbigniew Zaremba, aktor - 13 stycznia – Patrick McGoohan, aktor - 13 stycznia – Folke Sundquist, aktor - 14 stycznia – Ricardo Montalbán, aktor - 15 stycznia – Tapan Sinha, reżyser - 17 stycznia – Susanna Foster, aktorka - 18 stycznia – Bob May, aktor - 18 stycznia – Kathleen Byron, aktorka - 21 stycznia – Charles H. Schneer, producent - 22 stycznia – Zbigniew Czeczot-Gawrak, filmoznawca - 22 stycznia – Manfred Steffen, aktor - 25 stycznia – Kim Manners, reżyser / producent - 26 stycznia – Darrell Sandeen, aktor - 28 stycznia – Zenon Dądajewski, aktor / reżyser - 29 stycznia – Karl Gass, reżyser - 30 stycznia – C.K. Nagesh, aktor - 31 stycznia – Sune Jonsson, operator / scenarzysta - luty - 2 lutego – Jean Martin, aktor - 2 lutego – François Villiers, scenarzysta / reżyser - 3 lutego – Roland Lesaffre, aktor - 4 lutego – Witold Zalewski, scenarzysta - 5 lutego – Anne-Marie Blanc, aktorka - 5 lutego – / Dana Vávrová, aktorka / reżyser - 6 lutego – James Whitmore, aktor - 6 lutego – Philip Carey, aktor - 7 lutego – Robert Stromberger, scenarzysta / aktor - 9 lutego – Robert Woodruff Anderson, scenarzysta - 11 lutego – Albert Barillé, scenarzysta / producent - 12 lutego – Kazimierz Siczek, operator / imitator dźwięku - 12 lutego – Hugh Leonard, scenarzysta - 14 lutego – Andrzej Ancuta, operator - 14 lutego – Ilja Bojanovský, kamerzysta - 16 lutego – Susanne von Almassy, aktorka - 16 lutego – Dorothy Bridges, aktorka - 16 lutego – Tadeusz Lubczyński, kierownik produkcji - 18 lutego – Franz Marischka, reżyser / scenarzysta - 20 lutego – Robert Quarry, aktor - 21 lutego – André Langevin, scenarzysta - 22 lutego – Howard Zieff, reżyser - 23 lutego – Hercules Bellville, scenarzysta / reżyser - 23 lutego – Franciszek Starowieyski, grafik / scenograf - 25 lutego – Zbigniew Chmielewski, reżyser / scenarzysta - 25 lutego – Clarence Swenson, aktor - 26 lutego – Wendy Richard, aktorka - 26 lutego – Ruth Drexel, aktorka - 27 lutego – Grzegorz Borek pseud. Bolec, aktor / raper - 28 lutego – Krzysztof Osiecki, montażysta - marzec - 1 marca – Pepe Rubianes, aktor - 3 marca – Sydney Chaplin, aktor - 3 marca – Åke Lindman, aktor - 3 marca – Johanna König, aktorka - 3 marca – Viktor Gjika, reżyser / scenarzysta / operator - 4 marca – Horton Foote, dramatopisarz / scenarzysta - 7 marca – Václav Bedřich, reżyser / animator - 7 marca – Ian Arlazorow, aktor - 7 marca – Tullio Pinelli, scenarzysta - 7 marca – Jimmy Boyd, aktor - 10 marca – Andrzej Wohl, aktor / reżyser - 11 marca – Péter Bacsó, reżyser / scenarzysta - 13 marca – Betsy Blair, aktorka - 13 marca – Millard Kaufman, scenarzysta / reżyser - 15 marca – Ron Silver, aktor / reżyser - 18 marca – Natasha Richardson, aktorka - 18 marca – Nina Gocławska, aktorka / tancerka - 19 marca – Harry Harris, reżyser - 19 marca – Zoltán Breyer, aktor - 20 marca – Bogdan Nowicki, reżyser - 24 marca – Ronald Tavel, scenarzysta - 25 marca – Marilyn Borden, aktorka - 29 marca – Maurice Jarre, kompozytor - 29 marca – Miroslav Moravec, aktor - 29 marca – Andy Hallett, aktor - 29 marca – Helen Levitt, reżyser - 29 marca – Monte Hale, aktor / piosenkarz - kwiecień - 1 kwietnia – Marga Barbu, aktorka - 1 kwietnia – Miguel Ángel Suárez, aktor - 1 kwietnia – Lou Perryman, aktor - 5 kwietnia – Wojciech Alaborski, aktor - 5 kwietnia – Wouter Barendrecht, producent - 9 kwietnia – Shakti Samanta, reżyser / producent - 10 kwietnia – Józef Zbiróg, aktor - 11 kwietnia – Simon Channing-Williams, producent filmowy - 14 kwietnia – Gerda Gilboe, aktorka - 22 kwietnia – Jack Cardiff, operator / reżyser - 22 kwietnia – Ken Annakin, reżyser - 25 kwietnia – Bea Arthur, aktorka - 25 kwietnia – Krzysztof Nowak-Tyszowiecki, reżyser / scenarzysta - 27 kwietnia – Feroz Khan, aktor - 30 kwietnia – Barbara Bartman-Czecz, reżyserka / scenarzystka | - maj - 1 maja – Fred Delmare, aktor - 2 maja – Fiodor Szmakow, aktor - 4 maja – Dominick DeLuise, aktor - 4 maja – Grzegorz Skurski, reżyser - 4 maja – Maciej Falkowski, reżyser / scenarzysta / producent - 4 maja – Nora O’Brien, producentka - 4 maja – Gisela Stein, aktorka - 7 maja – Mickey Carroll, aktor - 9 maja – Thodoros Exarhos, aktor - 10 maja – John Furia, scenarzysta - 11 maja – Mark Landon, aktor - 13 maja – Frank Aletter, aktor - 14 maja – Monica Bleibtreu, aktorka - 16 maja – Mieczysław Jahoda, operator / reżyser - 17 maja – Peter Slabakow, aktor - 18 maja – Wayne Allwine, aktor - 20 maja – Oleg Jankowski, aktor - 20 maja – Lucy Gordon, aktorka - 20 maja – Randi Lindtner Næss, aktorka - 21 maja – Joan A. Stanton, aktorka - 22 maja – Yeo Woon Kye, aktorka - 22 maja – Alexander Grill, aktor - 23 maja – Jacek Nieżychowski, aktor / satyryk - 23 maja – Barbara Rudnik, aktorka - 26 maja – Marek Walczewski, aktor - 30 maja – Krystyna Borowicz, aktorka - czerwiec - 3 czerwca – David Carradine, aktor / reżyser - 3 czerwca – Shih Kien, aktor - 9 czerwca – Karl Michael Vogler, aktor - 9 czerwca – Andrzej Sadowski, scenograf - 10 czerwca – Helle Virkner, aktorka - 11 czerwca – Christel Peters, aktorka - 15 czerwca – Allan King, reżyser - 19 czerwca – Jörg Hube, aktor - 20 czerwca – Colin Bean, aktor - 25 czerwca – Farrah Fawcett, aktorka - lipiec - 1 lipca – Karl Malden, aktor - 1 lipca – Mollie Sugden, aktorka - 2 lipca – Anna Paitatzi, aktorka - 4 lipca – Janusz Hamerszmit, aktor - 4 lipca – Brenda Joyce, aktorka - 10 lipca – Zena Marshall, aktorka - 14 lipca – Zbigniew Zapasiewicz, aktor / reżyser - 26 lipca – Traugott Buhre, aktor - 27 lipca – Igor Przegrodzki, aktor - 28 lipca – Leela Naidu, aktorka - 31 lipca – Jean-Paul Roussillon, aktor - sierpień - 4 sierpnia – Jacek Jarosz, aktor - 5 sierpnia – Budd Schulberg, scenarzysta - 6 sierpnia – John Hughes, scenarzysta / reżyser - 9 sierpnia – John Quade, aktor - 13 sierpnia – Les Paul, aktor / muzyk - 15 sierpnia – Virginia Davis, aktorka - 18 sierpnia – Hanna Bedryńska, aktorka - wrzesień - 3 września – Krystyna Gryczełowska, reżyser - 6 września – Wojciech Bruszewski, reżyser / operator filmowy - 7 września – Frank Coghlan Jr., aktor - 12 września – Larry Gelbart, scenarzysta - 12 września – Tadeusz Somogi, aktor - 14 września – Mieczysław Kobek, II reżyser - 14 września – Patrick Swayze, aktor - 14 września – Henry Gibson, aktor - 17 września – Dick Durock, aktor - 21 września – Robert Ginty, aktor/reżyser - 27 września – Leszek Świgoń, aktor - październik - 12 października – Barbara Snarska, montażystka - 13 października – Marian Kołodziej, scenograf/kostiumolog - 13 października – Al Martino, aktor/piosenkarz - 14 października – Collin Wilcox, aktorka - 22 października – Joseph Wiseman, aktor - 26 października – Yoshirō Muraki, scenograf/kostiumolog - listopad - 1 listopada – Krzysztof Kalukin, reżyser/operator filmów dokumentalnych - 4 listopada – David Tree, aktor - 10 listopada – Gheorghe Dinică, aktorka - 16 listopada – Edward Woodward, aktor - 17 listopada – Tony Kendall, aktor - 21 listopada – Maria Klejdysz, aktorka - 21 listopada – Natasza Eichelkraut-Galimska, scenograf/kostiumograf - grudzień - 2 grudnia – Tadeusz Junak, reżyser - 3 grudnia – Richard Todd, aktor - 4 grudnia – Wiaczesław Tichonow, aktor - 9 grudnia – Gene Barry, aktor - 16 grudnia – Roy E. Disney, kierownik działu animacji - 17 grudnia – Jennifer Jones, aktorka - 17 grudnia – Dan O’Bannon, scenarzysta - 20 grudnia – Brittany Murphy, aktorka - 20 grudnia – Arnold Stang, aktor - 22 grudnia – Michael Currie, aktor - 30 grudnia – Vishnuvardhan, aktor - 31 grudnia – Gwidon Borucki, aktor |